# センチメンタルナイト
『センチメンタルナイト』は、1997年1月6日から12月29日まで毎週月曜深夜にTBSラジオで放送されていたラジオ番組（アニラジ）である。

## 概要
1997年1月6日に放送開始。いわゆる『センチメンタルナイト シリーズ』の第1弾であり、後の『帰ってきたセンチメンタルナイト』・『Onlyセンチメンタルナイト2』の基盤となる番組である。後身番組である『帰ってきたセンチメンタルナイト』・『Onlyセンチメンタルナイト2』が初めから独立した番組であったのに対し、当番組は9月29日放送分までは同年10月3日まで同局で放送されていたアニラジ『ファンタジーワールド』に於ける内部番組、10月6日放送分以降が独立番組であった。
番組内容は主に『センチメンタルグラフティ』に関する概要や組織されて間もなかったSGガールズメンバーの近況などの他、はがき紹介を中心とした、一般的なトーク番組である。

## 正式名称
番組の正式名称は、初回放送から9月29日放送分までが「ファンタジーワールド月曜日 センチメンタルナイト」、10月6日放送分以降が「センチメンタルナイト」である。

## コーナー
後の2番組はコーナーが3つで固定されていたが、第1弾である当番組では多くのコーナーが設けられていた。
主なコーナーは以下の通り。
1. あがっちゃったよ初デート（第2回放送～第12回放送）
  - 後の「センチメンタルミステイク」の前身だったコーナー。
  - 「センチメンタルミステイク」に進化する形で終了。
  - うさぎ組のメンバーは第13回放送からの出演なので、当コーナーを1度も経験していない。
2. センチメンタルミステイク（第14回放送～）
  - 「あがっちゃったよ初デート」から進化した形で登場したコーナー。
  - Onlyセンチメンタルナイト2まで存続した。
3. アナタへの伝言板（第2回放送～）
  - 最初期の第2回放送から設けられている、センチメンタルナイトシリーズ最古参のコーナー。
  - コーナー名を1度も変更することなく、同名タイトルで「Onlyセンチメンタルナイト2」まで一貫して設けられていた。
  - ゲーム本編がヒロインからの手紙で始まるだけに、当番組シリーズの柱ともいうべきコーナーだった。
4. センチメンタルラブソング（リクエスト）（第2回放送～）
  - リスナーがリクエストした想い出の曲を放送するコーナー。
  - 途中で一旦廃止されたが、番組末期に「SGガールズが想い出の曲を放送するコーナー」として復活。
5. センチメンタルラブソング（パーソナリティ）（第40回放送～最終回）
  - 第40回放送より「SGガールズが想い出の曲を放送するコーナー」として登場。
  - SGガールズが毎週1人ずつ曲を流し、最終回では藤田が曲を流した。
  - 「ラブソング」とあるが、放送された曲は必ずしもラブソングではなく、また、小田の紹介した曲のように歌詞の無いものもあった。
6. センチメンタルラジオドラマ
  - 後にドラマCDとしてリリースされることになるストーリーの一部を放送。
  - 番組内では「あの日のままのキミでいて」と「再会5秒前 出逢った頃のように」の2つが放送された。
7. 30秒のささやき （第4回放送～）
  - SGガールズに囁いてほしいことをリクエストするコーナー。
  - 人気があったものの、途中で廃止となった。
8. 私だけのコーナー
  - 設置されたコーナーには該当しない話題を紹介するために設けられたコーナー。
  - 毎回、リスナーが独自のコーナー名を命名出来たコーナーでもあったが、途中で廃止された。

## 出演者

### メインパーソナリティ
メインパーソナリティは、おかるさんこと、藤田淑子であった。
なお、藤田がセンチ系作品に関与したのはこの番組のみであり、後身番組である「帰ってきたセンチメンタルナイト」「Onlyセンチメンタルナイト2」には出演しておらず、ゲーム本編についてもセンチメンタルグラフティ、同2を通して出演していない。
またドラマCDへの出演も1度として無く、センチメンタルジャーニーへの出演も無い。ただし、藤田はセンチメンタルグラフティに関わる以前にゲーム『卒業』関連の作品に出演していたことがある。
記念すべき第1回放送では、卒業シリーズのキャラクターが藤田に向けてメッセージを述べている。

### サブパーソナリティ I
サブパーソナリティ I は、青二組のメンバーである鈴木麻里子・米本千珠・豊嶋真千子・小田美智子・前田愛・満仲由紀子の6人である。
番組開始当時は未だうさぎ組の6人が確定していなかった為、メインである藤田と併せて7人態勢で番組がスタートした。
なお、この頃の前田はまだデビューから間もないころであった為、声優としての知名度はほぼ皆無だった。
彼女の声を聴いたことがなかった人たちの中には、同姓同名であることから、当時まだ子役だった前田愛であると思っていた人もいた。
前田はセンチのCDが発売された際にCD内でのフリートークで、このことについて述べている。

### サブパーソナリティ II
サブパーソナリティ II は、うさぎ組のメンバーであり、岡田純子・岡本麻見・鈴木麗子・今野宏美・牧島有希・西口有香の6人である。
番組開始当時（1997年1月6日）は未だうさぎ組が確定していなかったので藤田と青二組の計7人で番組がスタートしたが、1997年1月19日にうさぎ組の声優が発表された後、第13回放送（1997年3月31日放送分）から番組に合流した。

## 組編成制度
後の2番組は3人一組で「○組」（○ は、A～Dのいずれか）と称した4組制だったが、当番組では、最初期は3人一組で、A組とB組の2組編成でスタートした。後にうさぎ組が番組に合流して最初の組替えが行われ、4月7日放送分から3人一組の4組制となった。その後に2度目の組替えが行われ、9月29日放送分までは2人一組の6組制だった。10月6日放送分以降は3度目の組替えで3人一組の4組制（メンバーの組み合わせは異なる）に戻り、これを以って3人一組の4組制に固定化された。いずれの組が出演する場合でも藤田は必ず出演した。この番組では3度の組替えが行われたが、いずれの形式で編成されてもこの番組のみ「3年×組」（× は、初期はA～B、中期はA～F、後期はA～Dのいずれか）と学年を付けて称した。
【2組編成】
A組・・・・豊嶋真千子、小田美智子、満仲由紀子
B組・・・・鈴木麻里子、米本千珠、前田愛
【4組編成（第1次）】
A組・・・・豊嶋真千子、岡田純子、今野宏美
B組・・・・鈴木麻里子、牧島有希、西口有香
C組・・・・米本千珠、小田美智子、岡本麻見
D組・・・・前田愛、満仲由紀子、鈴木麗子
【6組編成】
A組・・・・豊嶋真千子、鈴木麗子
B組・・・・鈴木麻里子、西口有香
C組・・・・小田美智子、今野宏美
D組・・・・満仲由紀子、牧島有希
E組・・・・米本千珠、岡本麻見
F組・・・・前田愛、岡田純子
【4組編成（第2次）】
A組・・・・米本千珠、満仲由紀子、岡本麻見
B組・・・・鈴木麻里子、岡田純子、鈴木麗子
C組・・・・豊嶋真千子、今野宏美、牧島有希
D組・・・・小田美智子、前田愛、西口有香

## 備考
- センチメンタルナイトシリーズでは組単位での出演で、原則他の組には出演しないことになっている。しかし、第4回放送は3年A組が出演していたにもかかわらず、3年B組に配属されていた前田愛が乱入出演した。

（ただし、番組に同席しただけであり、オープニングとエンディングに挨拶したくらいで、番組進行のトークには殆ど参加していない。）
- うさぎ組の初登場および12人全員の初総出演は、第13回放送（1997年3月31日放送分）である。

## オープニングメッセージ
第2回放送から番組の冒頭でヒロインによるオープニングメッセージが語られた。
| 放送回数   | 放送年月日    | ヒロイン 声優         |
| ---------- | ------------- | --------------------- |
| 第2回放送  | 1997年1月13日 | 綾崎若菜 小田美智子   |
| 第3回放送  | 1997年1月20日 | 杉原真奈美 豊嶋真千子 |
| 第4回放送  | 1997年1月27日 | 永倉えみる 前田愛     |
| 第5回放送  | 1997年2月3日  | 森井夏穂 満仲由紀子   |
| 第6回放送  | 1997年2月10日 | 松岡千恵 米本千珠     |
| 第7回放送  | 1997年2月17日 | 沢渡ほのか 鈴木麻里子 |
| 第8回放送  | 1997年2月24日 | 安達妙子 岡田純子     |
| 第9回放送  | 1997年3月3日  | 遠藤晶 鈴木麗子       |
| 第10回放送 | 1997年3月10日 | 星野明日香 岡本麻見   |
| 第11回放送 | 1997年3月17日 | 保坂美由紀 牧島有希   |
| 第12回放送 | 1997年3月24日 | 山本るりか 今野宏美   |
| 第13回放送 | 1997年3月31日 | 七瀬優 西口有香       |

## Onlyセンチメンタルナイト2
1999年4月〜2000年3月まで毎週火曜日、深夜24:30〜25:00枠でTBSラジオにて放送。番組の冒頭にドリームキャスト向けゲーム『センチメンタルグラフティ2』の発売までの日数をカウントダウンしていた。

### コーナー
主なコーナーは以下の通り。
- 別れ道
- 人生版ミステイク
- 9ドアーズ
  - 4月のテーマは「スタート」
  - 5月のテーマは「アルバイト」
  - 6月のテーマは「夢」
  - 7月のテーマは「夏休み」
  - 8月のテーマは「旅」
  - 9月のテーマは「むかつく」
  - 10月のテーマは「給食」
  - 11月のテーマは「映画」
  - 12月のテーマは「冬休み」
- エンディングメッセージ

### 関連人物
- 大倉らいた
- 窪田正義
- 多部田俊雄